# Епархия Виджевано
Епархия Виджевано (итал. Diocesi di Vigevano, лат. Dioecesis Viglevanensis) — епархия Римско-католической церкви с центром в городе Виджевано, Италии. Входит в состав митрополии Милана.

## История
14 марта 1530 года Римский папа Климент VII издал буллу Pro excellenti, которой учредил епархию Виджевано, выделив её из епархии Новары и Павии.